# 華西街夜市
25°02′19″N 121°29′55″E / 25.0385873°N 121.4985012°E

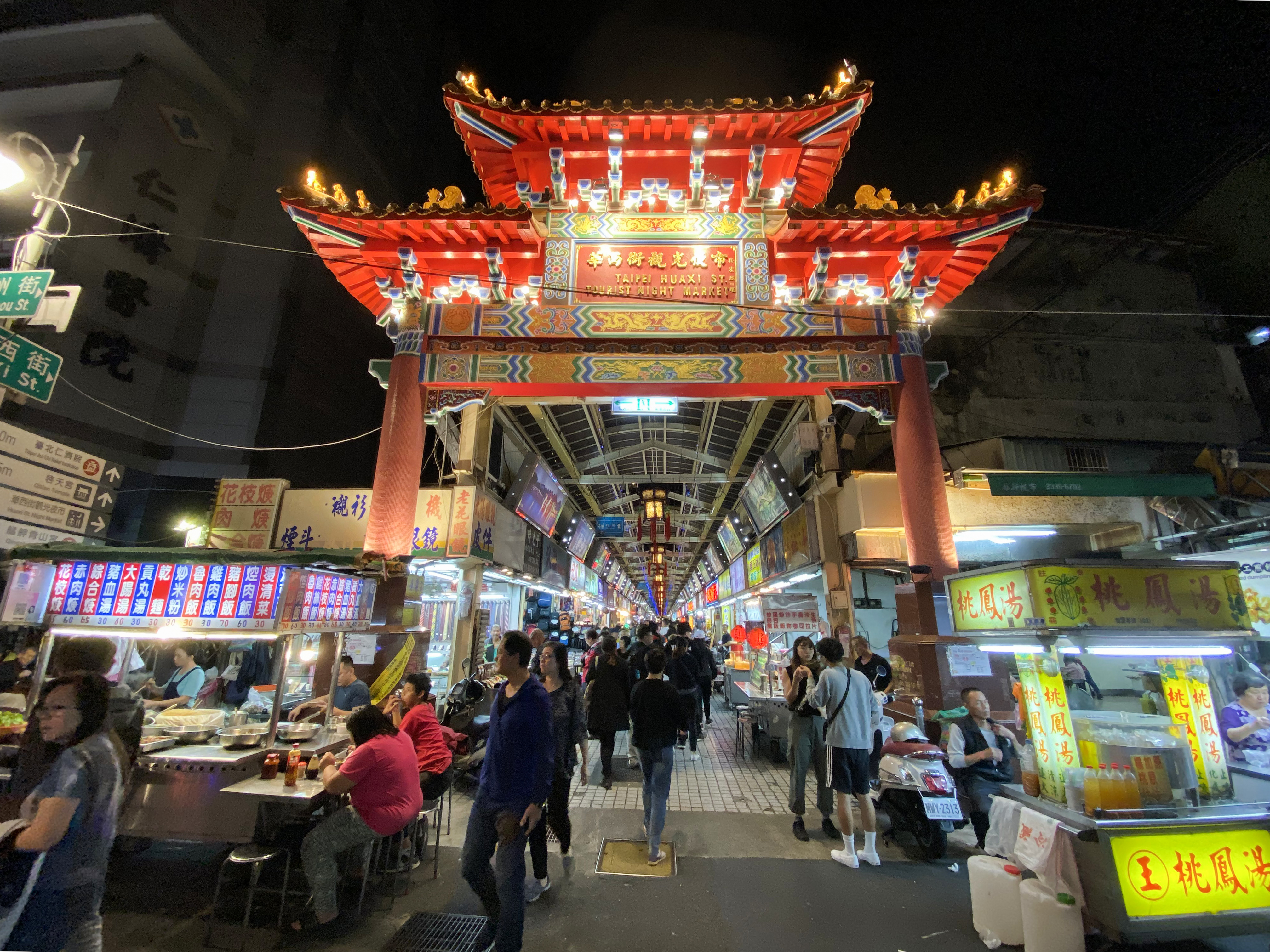
華西街觀光夜市

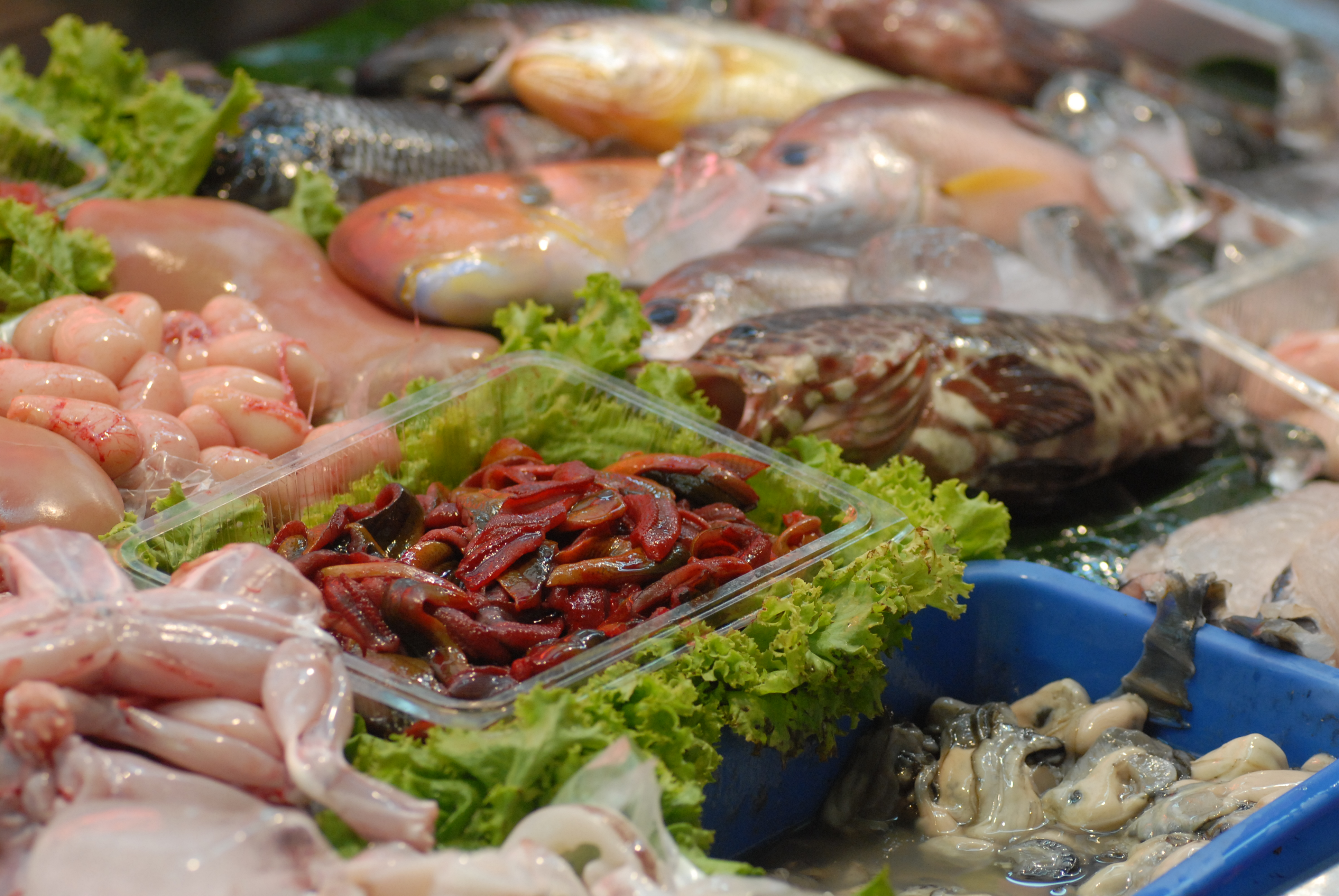
海鮮攤

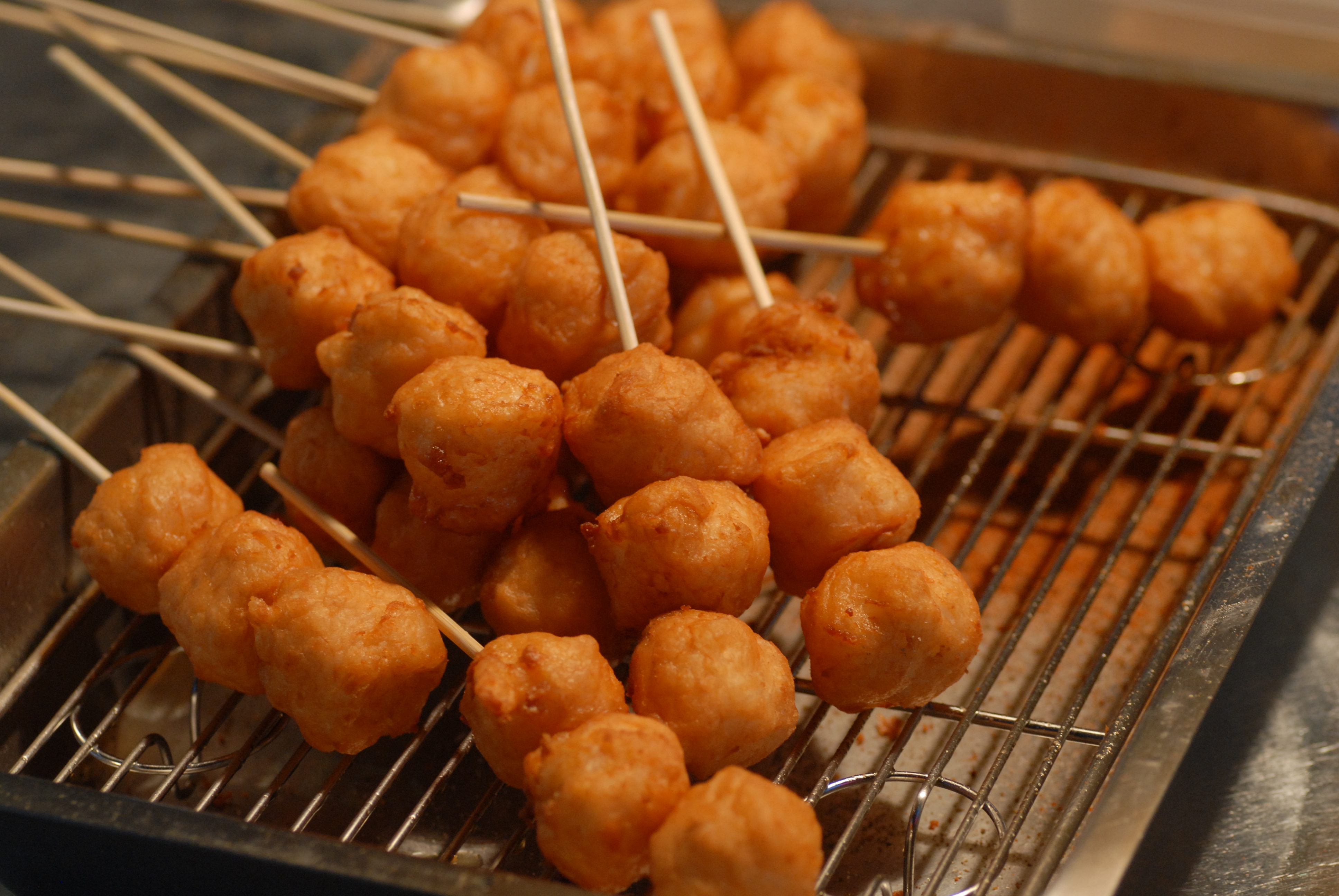
華西街烤貢丸

華西街觀光夜市位於臺灣台北市萬華區華西街，鄰近香火鼎盛的艋舺龍山寺，被桂林路分隔成兩段，是台灣專門規劃的第一座觀光夜市。以販賣各式山產、海鮮及野味小吃為大宗，其中以蛇店最為引人注目，是很多國內外觀光客最鍾愛的景點之一。

## 概要
華西街夜市入口處為傳統牌樓建築，位於桂林路，兩側掛滿紅色燈籠，極具特色。兩旁店家皆為老字號，連高級餐廳也有據點，像是廣受日本觀光客青睞的台南擔仔麵一店就是在這裡發蹟，其他小吃類，例如大鼎肉羹或是兩喜號魷魚羹等，而這裡的海鮮店也是這個夜市足堪引人入勝之處，其中以燒酒蝦獨具一格。
這幾年並有腳底按摩等休閒業在此開設分店以服務觀光客。此外，又因靠近早期尋芳客密集地寶斗里（今青山里），夜市出現了許多以去毒、壯陽為號召的蛇肉店及鱉肉店，形成當地小吃的特色，其中烤蛇肉串、蛇肉湯、炒蛇肝等往往成為這邊店內有名的招牌菜，蛇鞭、蛇酒等更是當地一絕。除了蛇肉店之外，沿街還有本土味十足的草藥店及賣靈芝茶的小攤，一樣也成為這個夜市最具特色的賣點。
2020年米其林指南必比登推薦（Bib Gourmand），華西街夜市共有三間商販入選，分別為：小王煮瓜、昶鴻麵點、源芳刈包。

## 沿革
過去華西街21巷一帶因巷道彎曲，被稱為「凹𦙒仔街」，清治時期時是船夫與碼頭工人的落腳處，娼館、酒樓林立；日治時期的有明町一帶曾被指定為遊廓。戰後更名為「寶斗里」，是臺北市過去有名的紅燈區。1997年，臺北市政府決議廢除公娼，改闢為觀光夜市，由民俗藝品和臺灣特色小吃進駐，逐漸發展成今日樣貌。

## 週邊
- 艋舺龍山寺
- 艋舺青山宮
- 萬華區公所
- 青草巷
- 艋舺夜市

## 取景

### 電影
- 成龍1993年的電影《重案組》中，霹靂小組攻堅的橋段即在此取景。
- 鈕承澤電影作品《艋舺》。
- 2018年的韩国電影《北風》中，将华西街夜市打造成王府井大街。

## 外部連結
- 華西街觀光夜市  臺北旅遊網 （页面存档备份，存于）
- 華西街觀光夜市  交通部觀光局 （页面存档备份，存于）
- 臺北市市場處機關入口網-攤販集中場-華西街攤販集中場（華西街觀光夜市） （页面存档备份，存于）